# Trent Brown
Trenton Jacoby Brown (* 13. April 1993 in Bastrop, Texas) ist ein US-amerikanischer American-Football-Spieler auf der Position des Offensive Tackle. Er spielt bei den Houston Texans in der National Football League (NFL). Zudem stand Brown bereits bei den New England Patriots, mit denen er den Super Bowl LIII gewinnen konnte, den San Francisco 49ers, den Oakland / Las Vegas Raiders und den Cincinnati Bengals unter Vertrag.

## College
Brown, der auf der Highschool auch Basketball spielte, besuchte zunächst das Georgia Military College und spielte zwei Jahre lang für dessen Team, die Bulldogs, erfolgreich College Football. Aufgrund seiner guten Leistungen erhielt er Stipendiatsangebote von verschiedenen in der NCAA Division I, der stärksten Spielklasse, vertretenen Universitäten und wechselte schließlich zur University of Florida. Er spielte für die Florida Gators ebenfalls zwei Jahre lang und kam in insgesamt 23 Partien sowohl auf der Position des Offensive Tackles als auch des Guards zum Einsatz.

## NFL

### San Francisco 49ers
Beim NFL Draft 2015 wurde er erst in der 7. Runde als 244. von insgesamt 254 Spieler von den San Francisco 49ers ausgewählt. Es waren ihm zwar durchaus Starterqualitäten zugebilligt worden, aber gleichzeitig befürchtete man aufgrund seines hohen Gewichts konditionelle Probleme und erhöhte Verletzungsgefahr. Wurde Brown in seiner Rookiesaison nur fünf Mal, aber immerhin zwei Mal davon als Starter aufgeboten, kam er 2016 bei allen Partien zum Einsatz, wobei er bei jedem der insgesamt 1036 Snaps seines Teams auf dem Feld stand.
2017 war für ihn die Spielzeit wegen einer Schulterverletzung nach 10 Runden bereits zu Ende.

### New England Patriots
Während des Drafts 2018 kam es zu einem Tausch (Trade) zwischen den 49ers und den New England Patriots: Brown und der 143. Pick gegen den 95. Pick. Bei den Patriots wechselte er von der rechten auf die linke Seite, konnte aber auch auf der neuen Position überzeugen, startete in allen Spielen und leistete so einen wichtigen Beitrag zum Gewinn des Super Bowls LIII.

### Oakland / Las Vegas Raiders
Im März 2019 unterschrieb er bei den Oakland Raiders einen Vierjahresvertrag über 66 Millionen US-Dollar, 36,75 davon garantiert, was ihn zu diesem Zeitpunkt zum bestbezahlten Offensive Lineman der Liga machte. Er wechselte bei den Raiders wieder auf die rechte Seite zurück, konnte verletzungsbedingt aber nur 11 Partien bestreiten, dennoch wurde er erstmals in den Pro Bowl berufen.

### Rückkehr zu den New England Patriots
Nach der Saison 2020 einigten sich die Raiders auf einen Trade von Brown und einem Siebtrundenpick 2022 gegen einen Fünftrundenpick 2022 zu seinem vorigen Team, den New England Patriots, um Cap Space zu sparen. Im März 2022 unterschrieb er einen neuen Zweijahresvertrag bei den Patriots.

### Cincinnati Bengals
Im März 2024 nahmen die Cincinnati Bengals Brown für ein Jahr unter Vertrag. Für die Bengals bestritt er jedoch nur drei Spiele, da er die Saison wegen einer Knieverletzung vorzeitig beenden musste.

### Houston Texans
Am 21. März 2025 unterschrieb Brown einen Einjahresvertrag über bis zu 3 Millionen US-Dollar bei den Houston Texans.